# Kaiser Motors

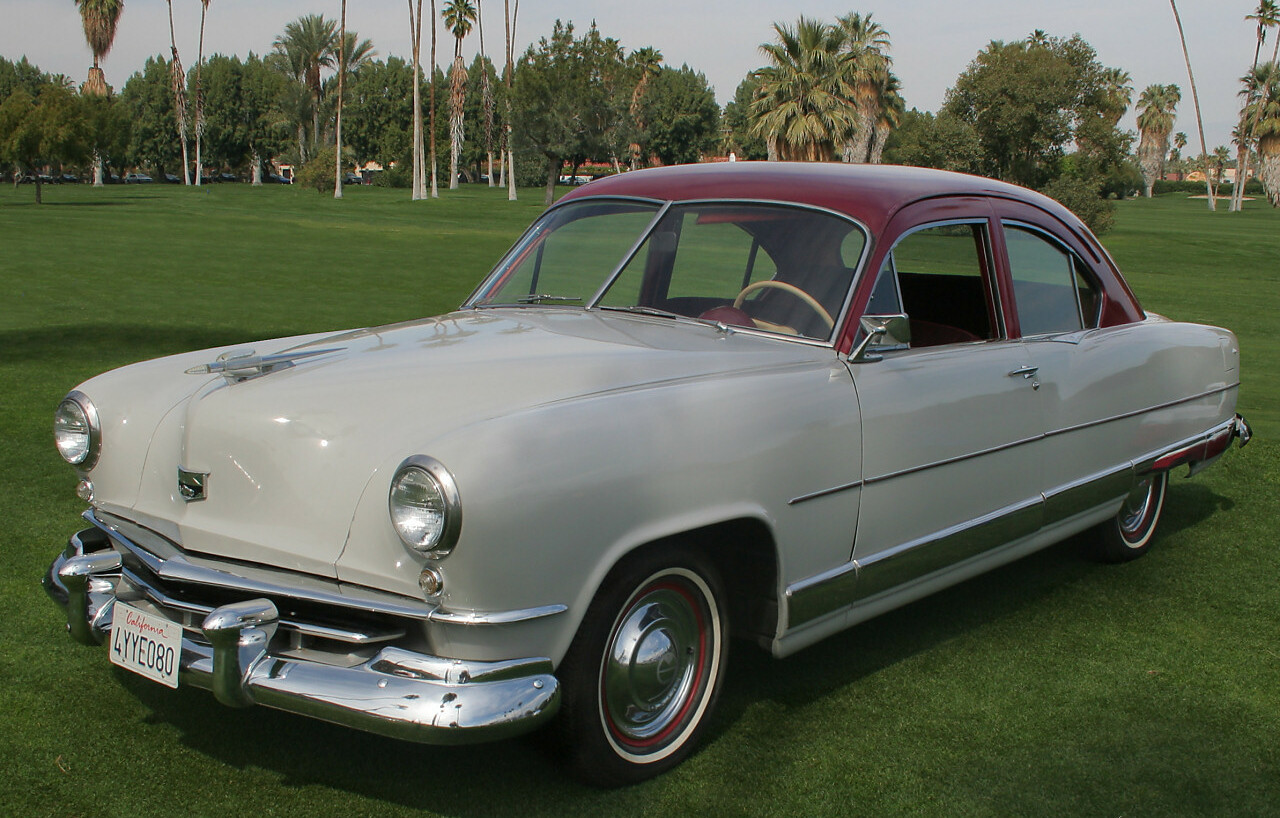
Kaiser DeLuxe z 1951

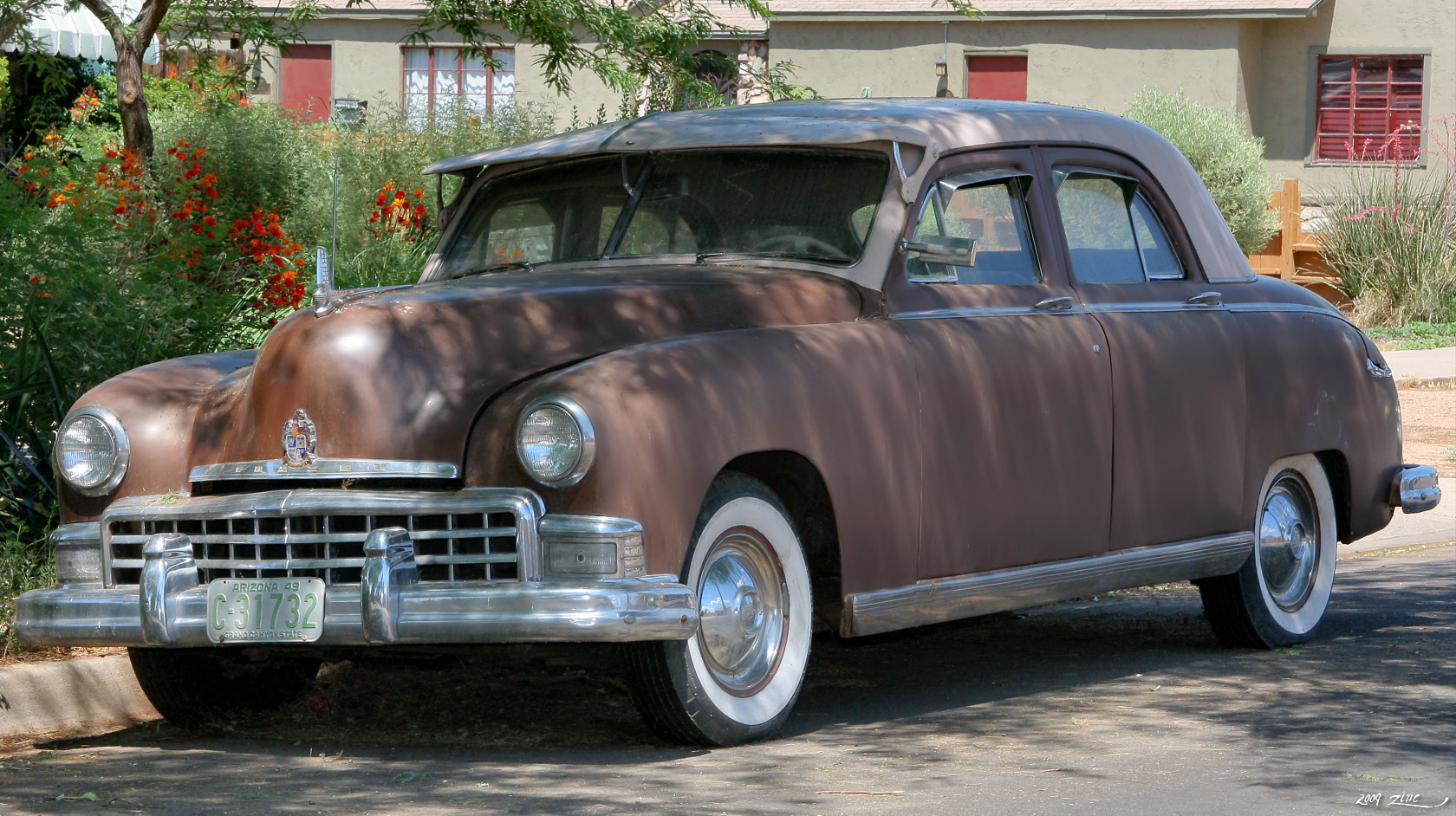
Frazer Standard z 1949

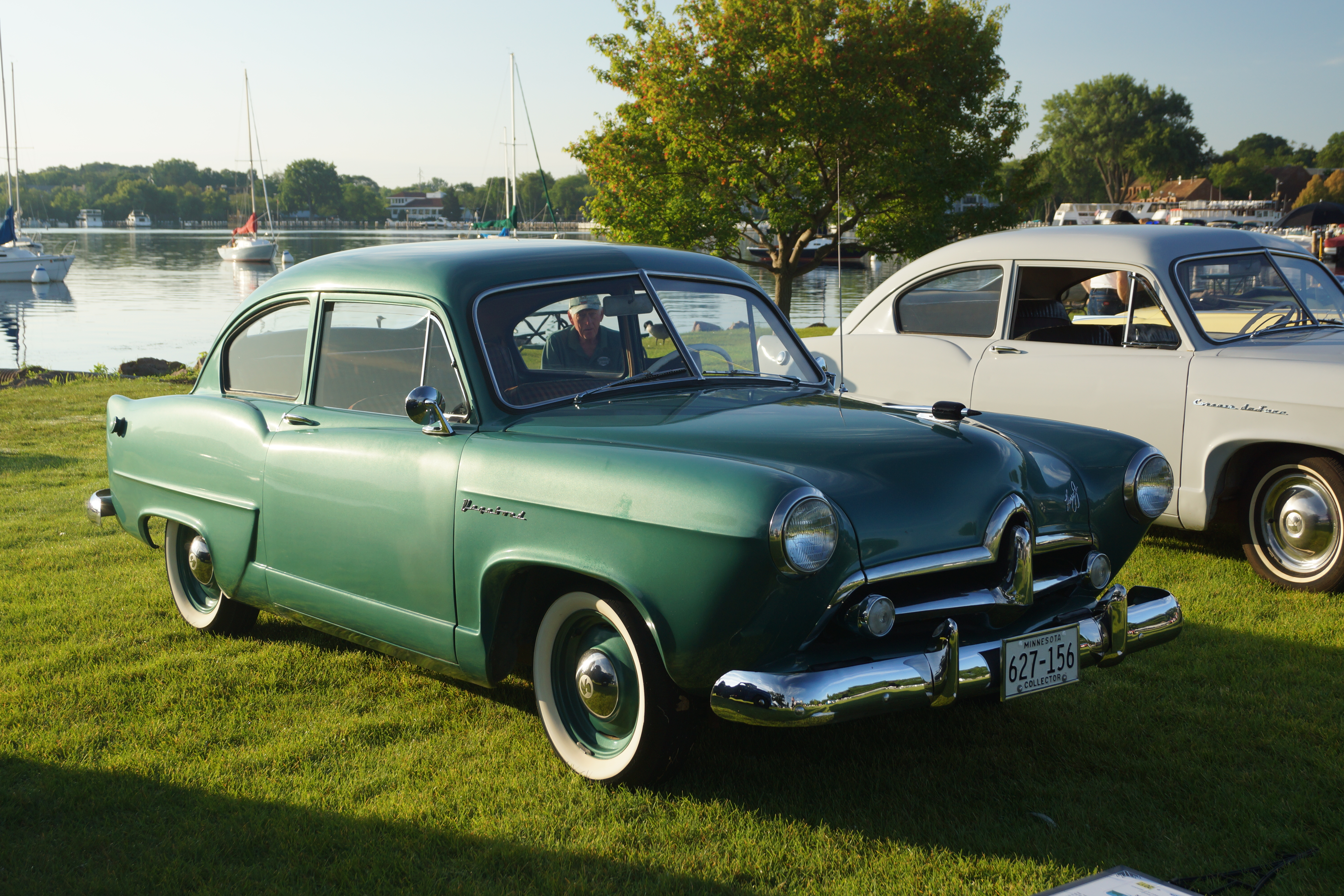
Henry J

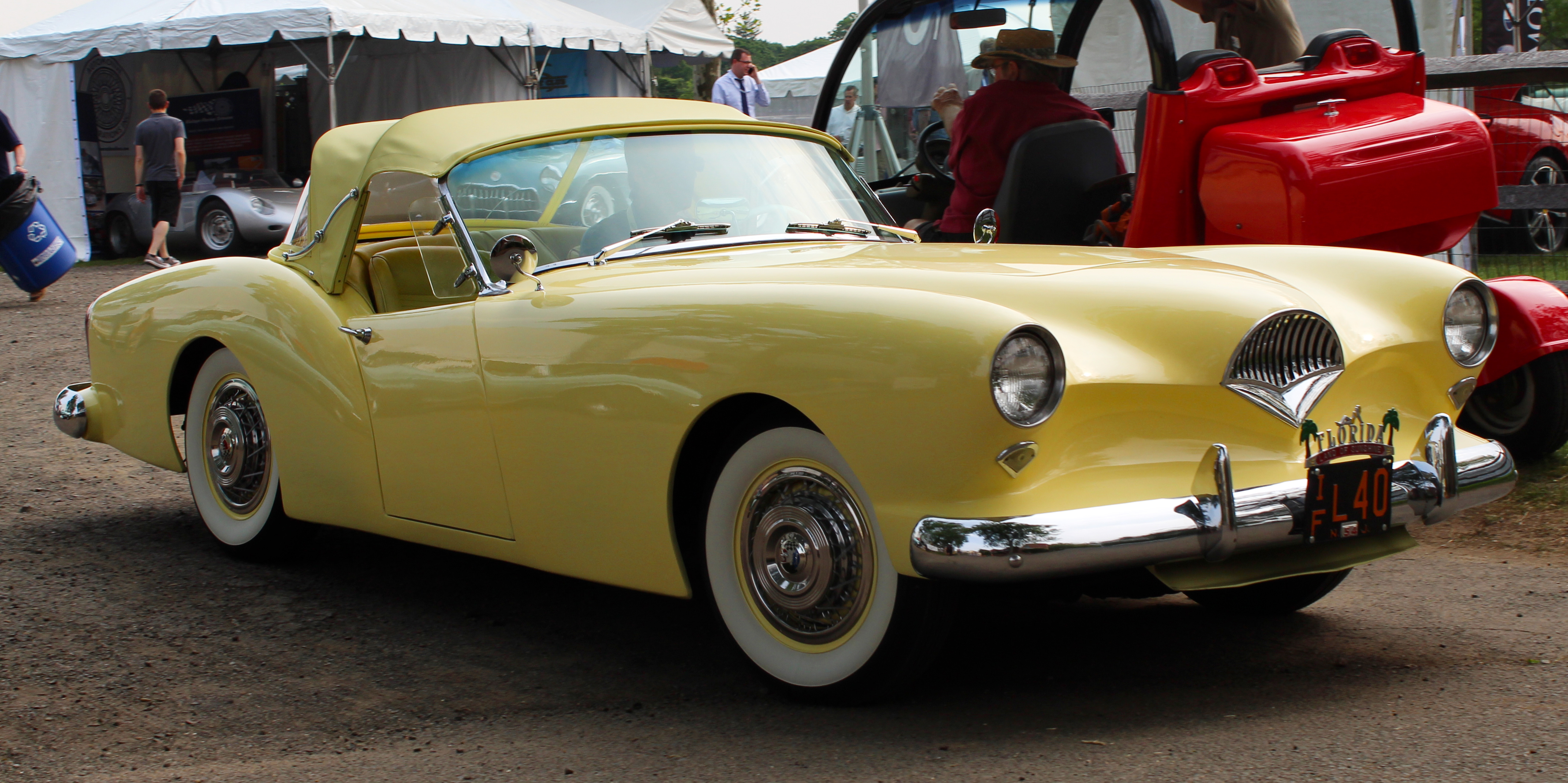
Kaiser Darrin

Kaiser Motors – amerykański producent samochodów osobowych z siedzibą w Ypsilanti działający w latach 1945–1953.

## Historia

### Początki
Po tym, jak amerykańskie amerykańskie przedsiębiorstwo motoryzacyjne Graham-Paige zawiesiło działalność u początków II wojny światowej, jego nowym właścicielem został doświadczony menedżer branży motoryzacyjnej Joseph W. Frazer. W celu wznowienia działalności firmy nie produkującej samochodów od 1940 roku, w 1945 prezes Graham-Paige nawiązał kooperację z kalifornijskim przemysłowcem Henrym J. Kaiserem. W ten sposób powstała nowa firma o nazwie Kaiser-Frazer, czerpiąc nią od nazwisk założycieli.
Rok po powstaniu Kaiser-Frazer, przedsiębiorstwo rozpoczęło produkcję swoich dwóch pierwszych samochodów, każdy z nich otrzymał nazwę odpowiadającą po jednym z członów macierzystego producenta: Kaiser oraz Frazer. W 1947 roku wielkość produkcji w dzielnicy Willow Run miasta Ypsilanti przekroczyła poziom 12 tysięcy sztuk.

### Kaiser Motors
W 1951 roku, po sześciu latach działalności, dotychczasowy współwłaściciel Joseph Frazer opuścił przedsiębiorstwo. Z końcem tego roku zlikwidowano markę Frazer lecz koncern nadal nosił nazwę Kaiser-Frazer. Już od końca 1950 roku produkowano także niewielki tani sedan pod nową marką Henry J, który odniósł w pierwszym roku sukces, lecz potem jego sprzedaż spadła. Niewielką ich liczbę sprzedano także za pośrednictwem sieci handlowej Sersa pod marką Allstate. Przedsiębiorstwo skończyło swoją historię na wyprodukowaniu krótkiej serii limitowanych kabrioletów Kaiser Darrin w 1954 roku.

### Fuzja z Willys-Overland
28 kwietnia 1953 roku Kaiser-Frazer przejął inne amerykańskie przedsiębiorstwo Willys-Overland, które przemianowano na Willys Motors Incorporated. Równocześnie Kaizer-Frazer przemianowano wówczas na Kaiser Motors Corporation. W lipcu tego roku dział sprzedaży samochodów koncernu podporządkowano spółce-córce Willys Motors, a siedzibę koncernu przeniesiono do siedziby Willysa w Toledo w Ohio. W 1955 roku zakończono produkcję samochodów osobowych zarówno Kaisera, jak i Willysa, dokonując fuzji i tworząc nowe przedsiębiorstwo – Kaiser-Willys. Jedynie lokalnie w Argentynie produkcja samochodów osobowych trwała ona o 20 lat dłużej, do lat 70. przez specjalnie utworzone do tego celu Industrias Kaiser Argentina. Poza tym nowa firma w Stanach Zjednoczonych skoncentrowała się z kolei już wyłącznie na produkcji samochodów terenowych oraz użytkowych pod marką Willys.
Krótka historia firmy Kaiser, która odniosła duży sukces rynkowy, jest określana jako najbardziej udana próba przełamania monopolu tzw. Big Three z Detroit: Chryslera, General Motors i Forda.

## Modele samochodów

### Historyczne
- Kaiser (Special, Custom, DeLuxe, Manhattan, Virginian, Dragon, Carolina) (1946–1955)
- Frazer (1946–1951)
- Henry J (Vagabond, Corsair) (1950–1954)
- Allstate (1952–1954)
- Kaiser Darrin (1954)